# La Reconnaissance de Shâkountalâ
La Reconnaissance de Shâkountalâ (en sanskrit, Abhijñānaśākuntala) est un drame écrit par le poète hindou Kâlidâsa. C'est l'histoire du roi Dushyanta qui rencontra Shâkountalâ pendant une partie de chasse. Ils consommèrent leur relation, mais Dushyanta oublia Shâkountalâ en raison d'une malédiction lancée par Durvasa le sage. De plus, cette œuvre parle de la naissance de Bharata, l'ancêtre de la nation indienne.

## Conception du mariage
Selon l'indianiste Jacques Dupuis, la pièce de théâtre est le reflet d'une évolution de la conception du mariage, le mariage gandharva, mariage contracté uniquement par consentement mutuel, sans rituels formels ni accord des familles, laissant la place à l'amour conjugal encadré par le consentement des familles

## Postérité
À partir du XIXe siècle, cette pièce a fait l'objet d'un engouement en Occident. Elle a été traduite par :
- Sacontala, ou L’Anneau fatal, trad. du sanskrit en anglais par William Jones, et de l’anglais par Antoine-André Bruguière, 1803
- La Reconnaissance de Sacountala, trad. par Antoine-Léonard Chézy, 1830
- Hippolyte Fauche, dans les Œuvres complètes de Kâlidâsa, 1859-1860
- La Reconnaissance de Sakountala, trad. par Philippe-Édouard Foucaux, 1867
- Abel Bergaigne et Paul Lehugeur, Sacountala, drame en sept actes mêlé de prose et de vers, Librairie des bibliophiles (Paris) 1884, lire en ligne [archive] sur Gallica, rééd.1965.
- Sakountalâ, trad. par Franz Toussaint, 1922

Le thème de Shâkountalâ est reprise dans de nombreuses œuvres, notamment dans les ballets :
- de Lucien Petipa, musique d'Ernest Reyer (1858)
- de Hazrat Inayat Khan (création en 1914 ; spectacle pour le théâtre d’Alexandre Taïrov fin 1914 à Moscou ; chorégraphie d'Alexandre Chichkine sur des fragments retrouvés en 2002 à Moscou)
- du compositeur soviétique Serguey Balassanian (russe : Сергей Баласанян, 1963)

Ce thème est également repris dans l’opéra de Franco Alfano, et dans les sculptures Sakountala (1886-1905) de Camille Claudel.

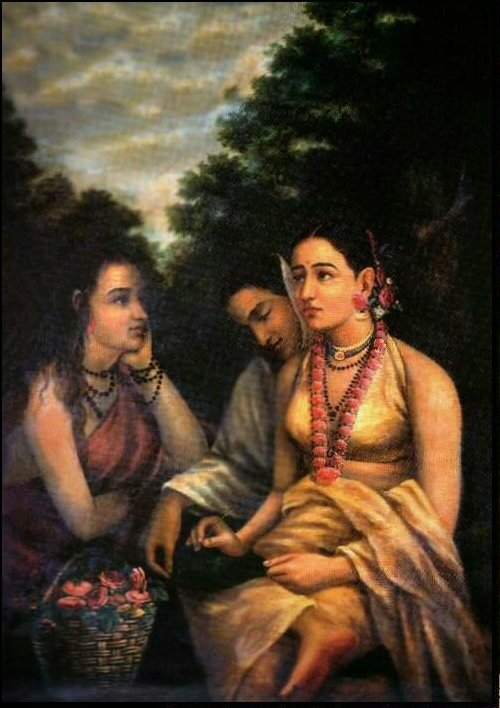
Shâkountalâ est découragée. Peinture de Raja Ravi Varma.
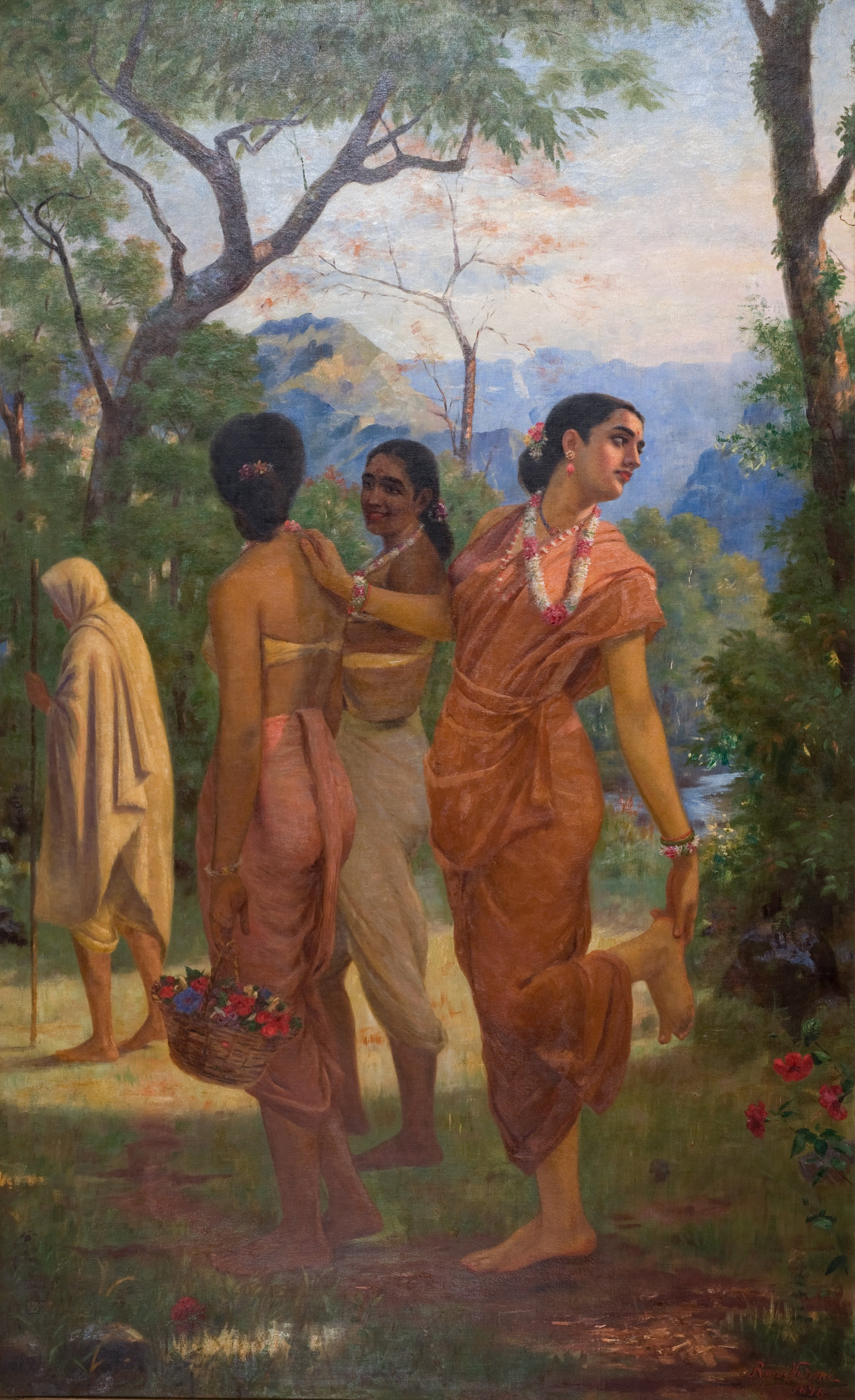
Shâkountalâ se retourne pour regarder Dushyanta. Peinture de Raja Ravi Varma.
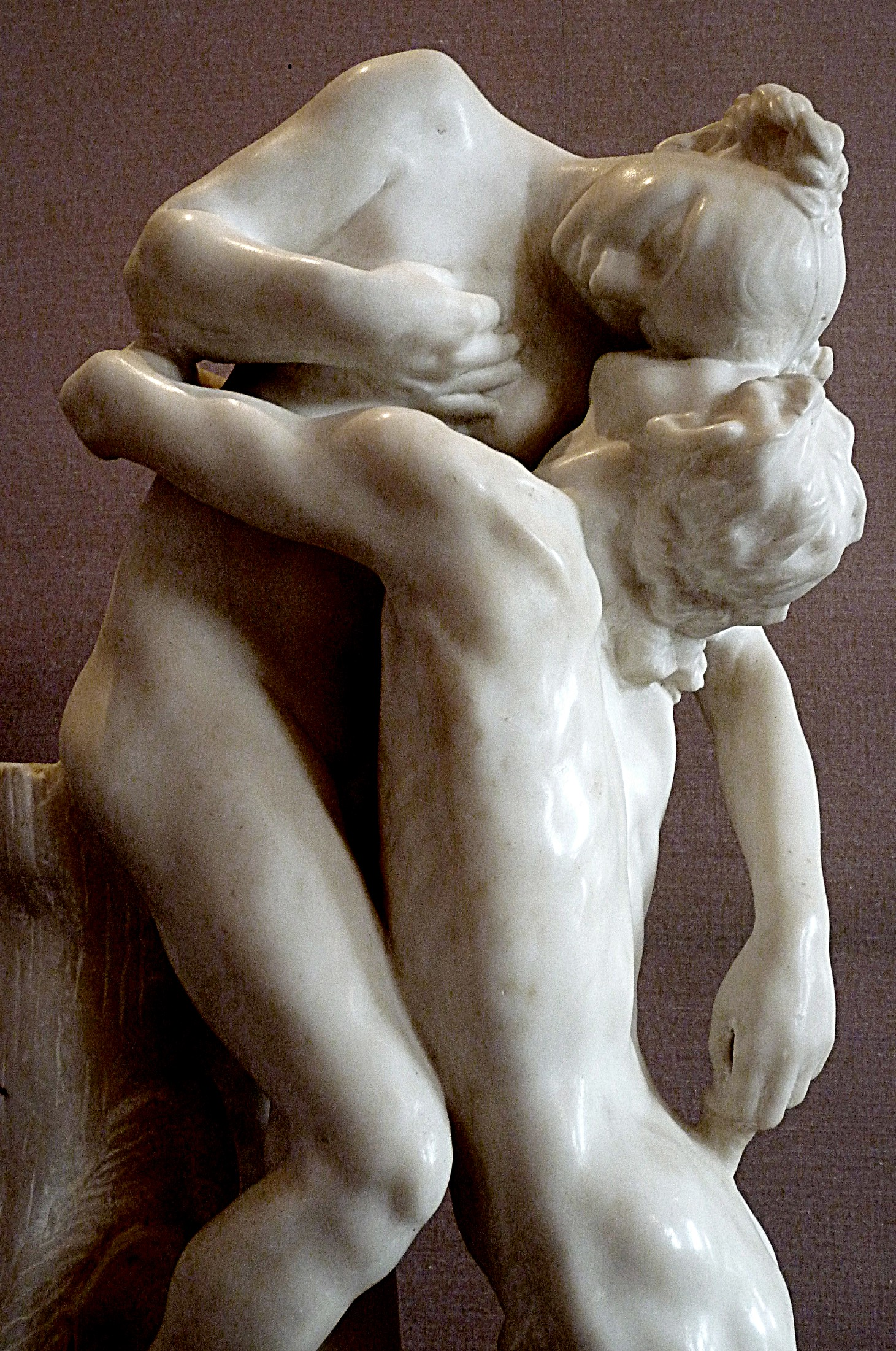
Sakountala, sculpture en marbre de Camille Claudel, 1905, Musée Rodin, Paris.

| Illustrations anciennes du mythe de Shâkuntalâ (IIe – Ier siècle av. J.-C.)         |
| - La plaque de Bhita. - Plaque indienne d'Aï Khanoum - Motifs du Vase de Kulu (en). |